# Мусульманская газета
«Мусульманская газета» — еженедельная общественно-политическая и литературная газета, выходившая в 1912—1914 гг. в Петербурге.

## История
В первом номере газеты, увидевшим свет 12 октября (25 октября) 1912 года, редакция поставила перед собой задачу создать независимый орган, целью которого является развитие у мусульман России самосознания и общественной самодеятельности. Кроме того, на страницах нового издания планировалось обсуждать проблемы российских мусульман (в том числе, обращать на них внимание Государственной думы и Правительства), освещать их культурную жизнь, публиковать литературные и исторические очерки. «Мусульманская газета» достаточно активно освещала политическую жизнь страны, а также вступала в полемику с другими газетами (например, с "Русским словом" и "Русским знаменем"). Первые два номера газеты были выпущены под редакцией С. И. Габиева и И. С. Шагиахметова, а с № 3 — единственным редактором стал С. И. Габиев.
В настоящий момент весь комплект газеты (всего было выпущено 34 номера) оцифрован Российской национальной библиотекой.